# Zaho : La mixtape
Zaho : La mixtape es un mixtape interpretado por la cantante de R&B argeliana Zaho, y mezclada por el DJ francés, DJ James.

## Lista de canciones
1. "Un point c'est tout" (con Seyfu)
2. "Ton ame au diable"
3. "Basta" (con La Fouine)
4. "Tout ce temps" (con Idir)
5. "Give It to Me"
6. "On sait ce qu'on veut" (con Kamelancien, Asso, Leeroy, Alibi Montana, Bakar y Mic Fury)
7. "Halili" (con Cheb Mami)
8. "L'étranger"
9. "À nous"
10. "Bougez vos"
11. "La France des couleurs" (con Idir)
12. "Hey papi (remix)" (con Soprano)

Todas las canciones son interpretadas por Zaho y mezcladas por DJ James.